# Cuacometla
Cuacometla är en ort i Mexiko.   Den ligger i kommunen Huitzilac och delstaten Morelos, i den sydöstra delen av landet, 50 km söder om huvudstaden Mexico City. Cuacometla ligger 2 370 meter över havet och antalet invånare är 147.
Terrängen runt Cuacometla är varierad, och sluttar söderut. Runt Cuacometla är det tätbefolkat, med 881 invånare per kvadratkilometer. Närmaste större samhälle är Cuernavaca, 10,2 km söder om Cuacometla. I omgivningarna runt Cuacometla växer i huvudsak blandskog.